# Scolelepis magnus
Scolelepis magnus är en ringmaskart som beskrevs av Ozolinsh 1990. Scolelepis magnus ingår i släktet Scolelepis och familjen Spionidae. Inga underarter finns listade i Catalogue of Life.